# Oxidation

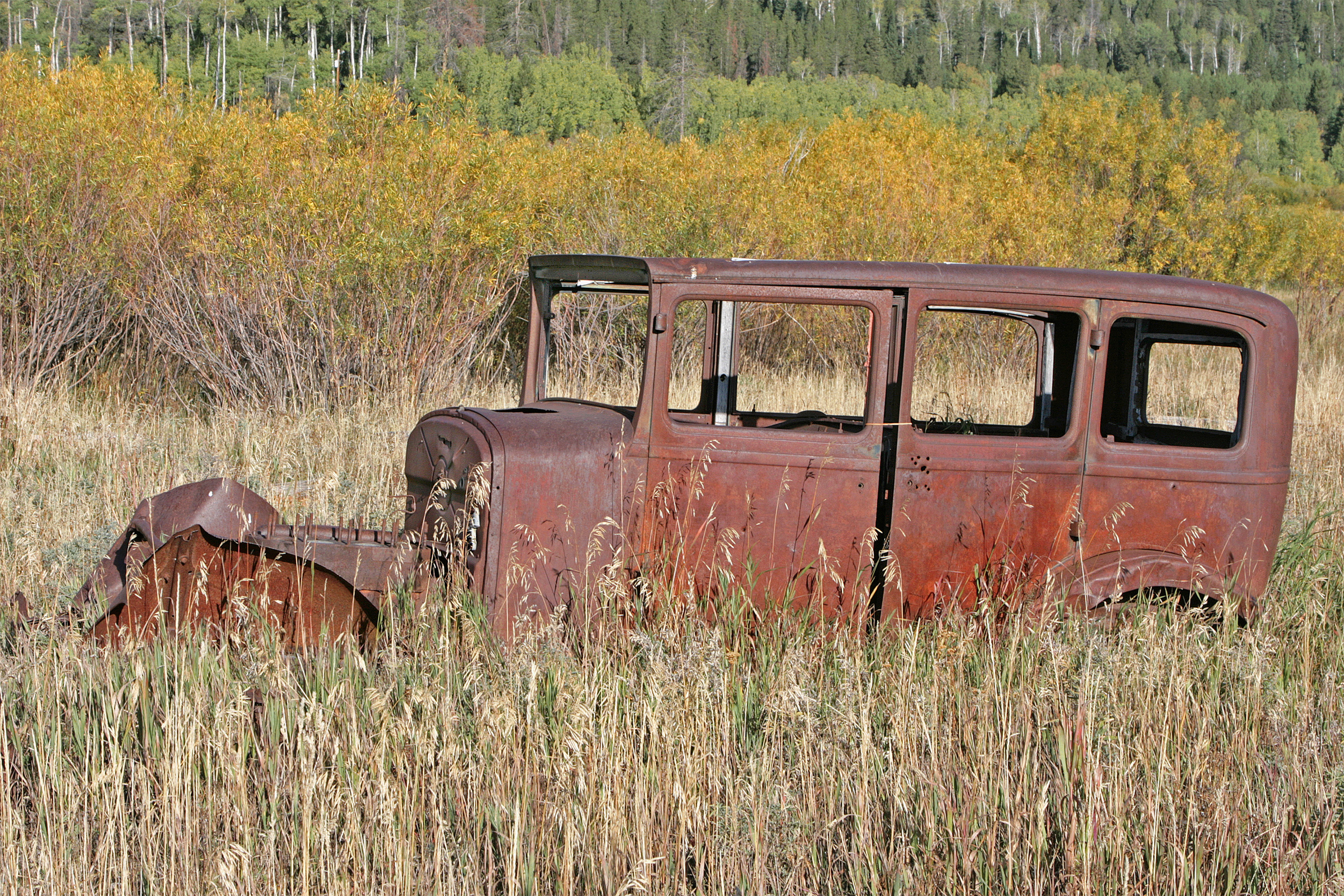
Oxiderad bil på ett fält. Rost är en form av oxidering.

Oxidation eller oxidering (från franskans oxydation), är en kemisk reaktion vid vilken ett ämne avger en eller flera elektroner. En oxidation sker till exempel när zinkmetall bildar zinkjon, Zn →t Zn2+ + 2e–. I denna reaktion oxideras zink. Elektronerna kan inte existera fritt utan måste tas upp av ett ämne som därvid reduceras. Vid snabbare förlopp och höga temperaturer brukar man tala om förbränning.
Enligt kemiskt språkbruk är oxidation en reaktion där oxidationstalet går upp. Det behöver inte handla om en reaktion med syre. Oxidation sker när en atom lämnar ifrån sig elektroner och övergår till en positiv jon. Se vidare i redoxreaktion.

## Organisk kemi

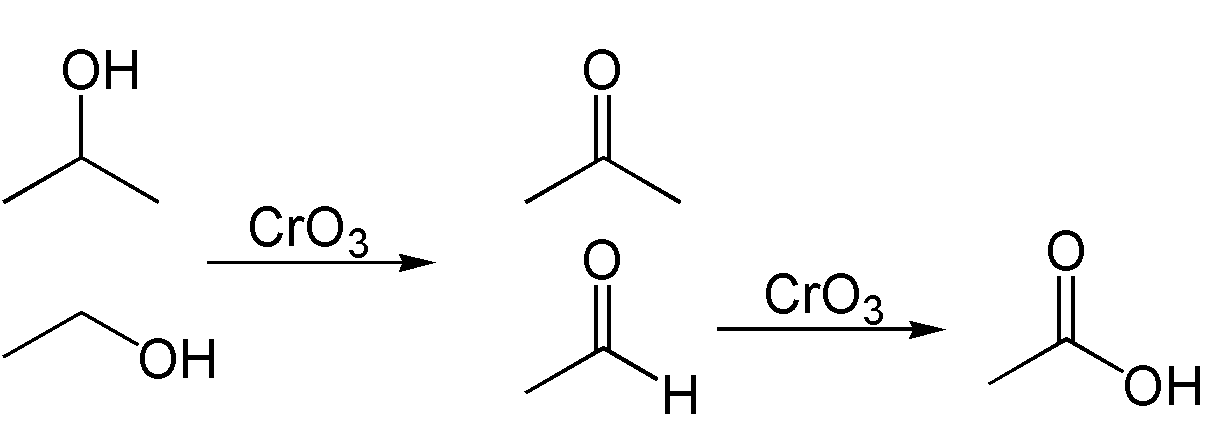
Oxidation av alkoholer; överst till en keton, nederst till först en aldehyd och sedan till en karboxylsyra.

Inom organisk kemi avser oxidation ofta reaktioner med syre. Kolväten kan oxideras i flera steg: 
1. hydroxylering, där alkoholer eller fenoler uppstår;
2. dehydrogenering av alkoholens OH-grupp, där aldehyder eller ketoner uppstår, en redoxreaktion som inte kräver syre;
3. en aldehyd oxideras vidare till en karboxylsyra.

### Några industriella oxidationsprocesser
| Råvaror                                    | Produkt                  | Katalysator      | Fas, temperatur   |
| ------------------------------------------ | ------------------------ | ---------------- | ----------------- |
| Bensen+syre                                | Maleinsyraanhydrid       | V2O5             | gasfas 400 °C     |
| Naftalen+syre                              | Ftalsyraanhydrid         | V2O5             | gasfas, 400 °C    |
| orto-Xylen+syre                            | Ftalsyraanhydrid         | V2O5             | gasfas, 400 °C    |
| ättiksyra + syre                           | ättiksyraanhydrid        | Cu/Co acetat     | vätskefas, 50 °C  |
| Fenol                                      | Hydrokinon + Pyrokatekol | koboltföreningar | vätskefas 40 °C   |
| Butyraldehyd+syre                          | Smörsyra                 | Manganbutyrat    | vätskefas 70 °C   |
| kumen + syre                               | kumenhydroperoxid        | ingen            | vätskefas, 100 °C |
| eten + syre                                | etylenoxid               | silver           | gasfas, 260 °C    |
| toluen + syre                              | bensoesyra               | Co               | vätskefas, 110 °C |
| bensoesyra + syre                          | fenol                    | Cu föreningar    | vätskefas, 240 °C |
| cyklohexanol + cyklohexanon + salpetersyra | adipinsyra               | (VO)2+           | vätskefas, 70 °C  |
| cyklohexanon + väteperoxid                 | kaprolakton              | ingen            | vätskefas, 60 °C  |